# Campoplex tecumseh
Campoplex tecumseh is een insect dat behoort tot de orde vliesvleugeligen (Hymenoptera) en de familie van de gewone sluipwespen (Ichneumonidae). De wetenschappelijke naam van de soort werd voor het eerst geldig gepubliceerd door Henry Lorenz Viereck in 1916. Hij had het op 27 juli 1905 voor het eerst gezien in West Haven.
1. ↑  (en) Viereck, Henry Lorenz, Guide to the insects of Connecticut. Part III. The Hymenoptera, or wasp-like insects of Connecticut. Bulletin - State Geological and Natural History Survey of Connecticut. (1916). Geraadpleegd op 9 augustus 2024 – via archive.org.